# Édouard Cuq
Pour les articles homonymes, voir Cuq.
Édouard Ulysse François Léonce Cuq, né le 14 décembre 1850 à Saint-Flour et mort le 25 mai 1934 à Paris, est un juriste français spécialiste de droit romain.
Il apporte une contribution majeure à l'étude des droits de l'antiquité[réf. nécessaire].

## Biographie
Édouard Cuq naît le 14 décembre 1850 à Saint-Flour. Il est le fils d'un professeur de mathématiques au collège de Saint-Flour puis de Saintes et d'une mère sans profession.
Pendant ses premières études, il obtient deux baccalauréats de l'enseignement secondaire, en sciences et en lettres. Il poursuit ses études à la Faculté de Droit de Bordeaux dont il est un des premiers étudiants et plusieurs fois lauréat.
À l'âge de 35 ans, il épouse Marie-Louise Labbé, le 20 juin 1885, à Paris. De leur union naissent un fils, Marcel-Édouard, et une fille, Marie-Thérèse.
Édouard Cuq meurt à Paris le 25 mai 1934, à l'âge de 83 ans.

### Carrière universitaire
Édouard Cuq est docteur en droit en 1874, ayant soutenu une thèse de droit romain et une thèse de droit français : « Des pactes en droit romain ; Des obligations naturelles en droit français ». À cette occasion, il est médaillé d'or du concours des thèses.
Pour assurer ses moyens de subsistance, il est employé par la Faculté de Droit de Bordeaux : il exerce pendant 4 ans (1872-1876) en tant que bibliothécaire à la Bibliothèque de Droit de Bordeaux.
À la suite de sa thèse, il réussit l'agrégation de droit romain et d'histoire du droit en 1876. Il rejoint ainsi la Faculté de droit de Bordeaux en tant que professeur et il est titularisé en 1880. Sa carrière d'enseignant se partage entre Bordeaux puis Paris : il enseigne de 1876 à 1893 à la Faculté de droit de Bordeaux puis de 1893 à 1926 à la Faculté de Droit de Paris.
Il prend sa retraite le 1er novembre 1926 après 50 ans d'activité universitaire.

## Contribution à la recherche juridique
L'étude approfondie des droits de l'antiquité lui permet de contribuer largement à la connaissance du droit babylonien.
Ses nombreuses années d'enseignement et de recherche sur le droit romain font de lui une référence de cette discipline : la liste de ses publications dans le domaine se monte à 80 parutions.

## Distinctions et participations à des institutions
Édouard Cuq est membre à Paris, de la Commission des Monuments historiques et du Conseil de l’Université de Paris.
En Italie, il est membre de la Reale Accademia dei Lincei et de l'Accademia delle Scienze dell’Istituto di Bologna.
En Tchécoslovaquie, il est membre de l’Institut oriental[réf. nécessaire].
Il reçoit les décorations d'officier de la Légion d'honneur et d'officier dans l'Ordre des Saints-Maurice-et-Lazare (Italie).

## Publications
- 1884 : Le conseil des empereurs d'Auguste à Dioclétien, Paris, Imprimerie Nationale
- 1894 : Recherches sur la possession à Rome sous la République et aux premiers siècles de l'Empire, Paris, L. Larose
- 1904-1908 : Les institutions juridiques des Romains, Paris, Plon